# Oxímoro
Oxímoro, oximoro, oximóron (do grego ὀξύμωρον, composto de ὀξύς, "agudo, aguçado" e μωρός, "estúpido") ou paradoxismo é uma figura de linguagem que consiste em relacionar numa mesma expressão ou locução palavras que exprimem conceitos contrários, tais como festina lente ("apressa-te lentamente"), "lúcida loucura", "silêncio eloquente" etc. Trata-se duma figura da retórica clássica.
Dado que o sentido literal de um oximoro (por exemplo, um instante eterno) é absurdo, força-se o leitor a procurar um sentido metafórico (neste caso, pela intensidade do vivido durante esse instante, faz perder o sentido do tempo). O recurso a esta figura retórica é muito frequente na poesia mística e na poesia amorosa.

### Exemplos
- silêncio ensurdecedor
- inocente culpa
- gelo fervente
- declaração tácita
- ilustre desconhecido
- guerra pacífica
- morto-vivo
- lentamente rápido
- tristemente alegre
- inimigo amistoso
- cooperado vagabundo
- catedrático néscio
- mentiroso honesto
- manso intenso
- herói da propaganda

Este soneto de Luís de Camões é construído com oximoros:
Amor é fogo que arde sem se ver
É ferida que dói e não se sente
É um contentamento descontente
É dor que desatina sem doer
É um não querer mais que bem querer
É solitário andar por entre a gente
É nunca contentar-se de contente
É cuidar que se ganha em se perder
É querer estar preso por vontade
É servir a quem vence, o vencedor
É ter com quem nos mata lealdade.
Mas como causar pode seu favor
Nos corações humanos amizade,
Se tão contrário a si é o mesmo Amor?
Estes trechos de Canibal Vegetariano Devora Planta Carnívora, dos Engenheiros do Hawaii, são construídos com oximoros:
(...)
Clichês inéditos
Déjà vu nunca visto
Esquerda light
Diet indigestão
Jagunço hi-tech
Perua low-profile
Cabelo vermelho-Ferrari
Jóia rara para a multidão
(...)
Overdose homeopática
Ode ao que se fode
Humildade
(com "H" maiúsculo e dourado)
Enfant terrible veterano
Calendário eterno
Fuso anti-horário
Luz difusa
Confusa explicação
Tara relax
Safe sex
Disneilândia dândi
(a grande guerra)
Pantanal new age
Bacanal cristão
Fanatismo indeciso
Fanática indecisão
Em resumo:
Et cetera e tal...